# Nara Noïan
Nara Noïan (Jereván, 1971. január 2. –) örmény származású francia sanzonénekesnő, zongorista, dalszerző, színésznő; a 112-es segélyhívó alapítvány európai munkatársa.
| Nara Noïan                                | Nara Noïan                                |
| Kattints az alábbi külső linkek egyikére! | Kattints az alábbi külső linkek egyikére! |
| ----------------------------------------- | ----------------------------------------- |
| Nem található szabad kép.(?)              |                                           |
| külső link · jogvédett                    | Nara Noïan                                |

## Pályakép
Jerevánban zongorázni tanult  a „Komitas” High Academy of Musicon, majd hozzá még színészmesterséget is (High Academy of Dramatic Art of Erevan). 1990-ben első díjat nyert mind a két akadémián. 1991 és 1993 között a franciaországi Courbevoie-i Jardin de Musique Akadémián tanított, majd 1994-ben a „Monde musical Anna Pavlona” zeneiskola tanára és igazgatója lett.
1998-ban főszerepet játszott a „Nostalgie” című filmben („Арменфильм” stúdió). A legjobb a színésznő szereplő díjat nyerte ezzel a kujbisevi filmfesztiválon. A Nostalgie című filmet a Pompidou központban is vetítették az örmény filmhéten.

## Lemezek
22 albuma jelent meg.
(válogatás:)
- 2005: Promesses
- Les regrets inutiles
- 2008: Cristal
- 2009: 112
- 2010: Kino
- 2011: Oriental Express
- 2013: 5
- 2014: Shadows & Lights
- 2015: Les regrets inutile
- 2015: Mon Arménie (kislemez)
- 2017: La boheme (kislemez)
- 2018: Hommage Aznavour
- 2020: Eternity
- 2020: Just a Piano